# Сисани
Сисани или Шишани (грч. Σισάνι) је насељено место у општини Горуша у периферији Западна Македонија, Грчка. Према попису из 2021. године било је 173 становника.
Према бугарском географу и историчару, Василу Канчову, у Сисанима је 1900. године живело 400 Аромуна и 400 Грка. Становништво Сисана је аромунског порекла досељено из Епира.